# Karl August Wittfogel
Karl August Wittfogel (ur. 6 września 1896 Woltersdorf w Niemczech, zm. 25 maja 1988 w Nowym Jorku) – niemiecko-amerykański historyk, geopolityk i ekonomista. 

## Życiorys
W 1920 wstąpił do Niemieckiej Partii Komunistycznej. Doktorat w 1928 na uniwersytecie we Frankfurcie. Po zdobyciu władzy przez NSDAP  próbował uciec z kraju, ale został aresztowany i zesłany do obozu koncentracyjnego. Po uwolnieniu w 1934, przez Wielką Brytanię udał się do USA. Tam podjął pracę na Columbia University. Zajął się badaniem systemu politycznego w Chinach. Po zawarciu Paktu Ribbentrop-Mołotow zerwał z partią komunistyczną. w kolejnych klatach dał się poznać jako gorliwy antykomunista. W 1951 zeznawał przed podkomisją Pata McCarrana przeciwko Owenowi Lattimorowi, orientaliście niesłusznie oskarżonemu o szpiegostwo na rzecz ZSRR. W latach 1947–1966 Wittfogel pracował na Uniwersytecie Washingtona w Seattle. 
Zasłynął pracą Władza totalna: studium porównawcze despotyzmu wschodniego. Wittfogel opisał w niej państwo hydrauliczne. Koncepcja Wittfogla wyrastała z przekonania o zasadniczym wpływie czynników przyrodniczych na ukształtowanie systemu agromenedżerskiego despotyzmu
w krajach Wschodu. Przedstawił on analizę społeczeństwa orientalnego, mechanizmów władzy, azjatycką teorię sposobu produkcji. Za państwa hydrauliczne Wittfogel uznał m.in. starożytny Sumer, Egipt, a także ZSRR i Chiny komunistyczne.

## Wybrane publikacje
- Vom Urkommunismus bis zur proletarischen Revolution. Eine Skizze der Entwicklung der menschlichen Gesellschaft. Verlag Junge Garde, Berlin 1922
- Der Mann der eine Idee hat. Erotisches Schauspiel in vier Akten. Malik, Berlin 1922 (Sammlung revolutionärer Bühnenwerke VII)
- Wer ist der Dümmste? Eine Frage an das Schicksal. In einem Vorspiel und vier Akten. Malik, Berlin 1923 (Sammlung revolutionärer Bühnenwerke 8)
- Der Wolkenkratzer. Amerikanischer Sketch. Malik Verlag, Berlin 1924
- Das erwachende China : ein Abriß der Geschichte und der gegenwärtigen Probleme Chinas. Agis-Verlag, Wien 1926 /
- Karl August Wittfogel (Hrsg.): Sun Jat-sen. Aufzeichnungen eines chinesischen Revolutionärs. Hrsg. u. eingel. durch eine Darstellung der Entwicklung Sun Yat Sens und des Sun-Yat-Senismus von K. A. Wittfogel. (Ins Deutsche übers. von G. Iversen) Agis-Verlag, Wien/ Berlin 1927.
- Wirtschaft und Gesellschaft Chinas. Versuch der wissenschaftlichen Analyse einer grossen asiatischen Agrargesellschaft. 1. Teil: Produktivkräfte, Produktions- und Zirkulationsprozess. C.L. Hirschfeld, Leipzig 1931
- The Foundations and Stages of Chinese Economic History, Zeitschrift für Sozialforschung, Alcan, Paris, 4, 1935, p. 26-60.
- New Light on Chinese Society; An Investigation of China's Socio-Economic Structure, Institute of Pacific Relations, New York, 1938
- The Society of Prehistoric China, Alcan, Paris, 1939
- Meteorological Records from the Divination Inscriptions of Shang, American Geographical Society (1940)
- Public Office in the Liao Dynasty and the Chinese Examination System ..., Harvard-Yenching Institute (1947)
- With Feng Chia-sheng et al., History of Chinese Society, Liao, 907-1125, American Philosophical Society, Transactions. Distributed by the Macmillan Co., New York, 1949.  Google Book
- With Chia-shêng Fêng and Karl H. Menges, History of Chinese society : Liao (907-1125). Appendix V, Qara-Khitay 1949
- Russia and Asia : Problems of Contemporary Area Studies and International Relations, 1950
- Asia's Freedom...and the Land Question 1950
- The influence of Leninism-Stalinism on China, 1951?
- The Review of Politics : The Historical Position of Communist China: Doctrine and Reality, University of Notre Dame Press (1954)
- Mao Tse-tung, Liberator or Destroyer of the Chinese Peasants?, Free Trade Union Committee, American Federation of Labor, New York, 1955
- The Hydraulic Civilizations Chicago, 1956
- Oriental Despotism; a Comparative Study of Total Power Yale University Press, 1957
- Class Structure and Total Power in Oriental Despotism, 1960
- Results and Problems of the Study of Oriental Despotism 1969
- Chinese Society : An Historical Survey, 1957
- The New Men, Hong Kong, 1958?
- Food and Society in China and India, New York, 1959
- Peking's "Independence (1959)
- The Marxist View of Russian Society and Revolution, 1960
- Viewer's Guide to From Marx to Mao, University of Washington (1960)
- The Legend of Maoism, 1960?
- Class Structure and Total Power in Oriental Despotism, 1960
- A Stronger Oriental Despotism 1960
- The Russian and Chinese Revolutions : A Socio-Historical Comparison 1961
- The Marxist View of China China Quarterly, 1962
- Agrarian Problems and the Moscow-Peking Axis, 1962
- A Short History of Chinese Communism, University of Washington, 1964
- The Chinese Red Guards and the "Lin Piao Line, American-Asian Educational Exchange, Inc. (1967)
- Results and Problems of the Study of Oriental Despotism 1969
- Agriculture: a Key to the Understanding of Chinese Society, Past and Present, Australian National University Press, 1970
- Communist and Non-Communist Agrarian Systems, with Special Reference to the U.S.S.R. and Communist China, a Comparative Approach Univ. of Washington Press, Seattle, 1971
- The Hydraulic Approach to Pre-spanish Mesoamerica, Austin, 1972
- Some Remarks on Mao's Handling of Concepts and Problems of Dialectics, University of Washington. Far Eastern and Russian Institute.

## Publikacje w języku polskim
- (współautorzy: Herman Duncker, Alfons Goldschmidt), Historja międzynarodowego ruchu robotniczego, z. 1-12, Lwów: "Wydawnictwo Bibljoteka Uniwersalna" B. Han 1934-1936.
- (współautorzy: Herman Duncker, Alfons Goldschmidt), Kurs ekonomji politycznej, z. 1-8, przeł. i oprac. Z. Miłaszewski, Lwów: Wydawnictwo "Nowa Książka" 1935.
- Władza totalna: studium porównawcze despotyzmu wschodniego, red. Elżbieta Kossarzecka, Toruń: Wydawnictwo Adam Marszałek 2002 (wyd. 2 - 2004).